# Lola Montez
Lola Montez, właśc. Elizabeth Rosanna Gilbert (ur. 17 lutego 1821 w Grange, zm. 17 stycznia 1861 w Nowym Jorku) – XIX-wieczna tancerka, aktorka i kurtyzana pochodzenia irlandzkiego, metresa króla Bawarii, Ludwika I, który nadał jej tytuł hrabiny Landsfeld.
Urodziła się w Grange w Irlandii, w 1821 roku, w 1823 rodzina wyjechała za ojcem, oficerem, do Indii. Po śmierci męża, w 1825, jej matka wyszła ponownie za mąż za innego oficera. Szkołę ukończyła w Wielkiej Brytanii. W 1842, po rozstaniu z partnerem, zaczęła pracę jako tancerka. W początkach swoich występów zetknęła się z Franzem Lisztem, który poznał ją z George Sand. Osiadła w Paryżu, gdzie była związana z Aleksandrem Dumas (ojcem).
W 1846 roku zjawiła się w Monachium, gdzie wkrótce została metresą króla Ludwika i szybko zyskała wielki wpływ na państwo, przyjmując też bawarskie obywatelstwo. Była bardzo niepopularna wśród Bawarczyków, pomimo oporów społecznych władca uczynił ją 25 sierpnia 1847 roku hrabiną von Landsfeld. W okresie Wiosny Ludów, pod naciskiem społecznym Ludwik abdykował, zaś Lola opuściła Bawarię.
W latach 1851–1853 występowała jako tancerka na wschodnim wybrzeżu Stanów Zjednoczonych, w maju tego roku zjawiła się w San Francisco. Po dwuletniej przerwie wyjechała w 1855 roku do Australii, by odbudować swoją karierę.
W 1857 przybyła do Nowego Jorku, gdzie mieszkała do końca życia. W czerwcu 1860 roku doznała wylewu krwi do mózgu i zaczął następować u niej paraliż. Zmarła 17 stycznia 1861 na zapalenie płuc.

## Upamiętnienia
- Została upamiętniona filmem Lola Montès Maxa Ophülsa z 1955,
- W albumie amerykańskiej harfistki Joanny Newsom na krążku Have One On Me pojawiła się piosenka o tym samym tytule opowiadająca o życiu Loli Montez.
- W albumie duńskiego zespołu Volbeat Outlaw gentleman and shady ladies pojawiła się piosenka o tytule Lola Montez, nawiązująca do jej życia i kariery.